# ISO 3166-2:MY
Artículo principal: ISO 3166-2
ISO 3166-2:MY es la entrada para Malasia en ISO 3166-2, parte del patrón ISO 3166 publicado por la Organización Internacional de Normalización (ISO), que define los códigos de los nombres de las principales subdivisiones: provincias o divisiones administrativas del Estado de todos los países codificados en el ISO 3166-1.
Actualmente, para Malasia los códigos ISO 3166-2 se definen para 3 territorios federales (wilayah-wilayah persekutuan) y 13 estados (negeri-negeri).
Cada código consta de dos partes, separadas por un guion. La primera parte es MY, el código de Malasia en ISO 3166-1 alpha-2. La segunda parte tiene dos cifras:
- 01–13: estados
- 14–16: territorios federales

## Códigos actuales
Los nombres de las subdivisiones se ordenan según el estándar ISO 3166-2 publicado por la Agencia de Mantenimiento ISO 3166 (ISO 3166/MA).
Pulsa sobre el botón en la cabecera para ordenar cada columna.
| Code  | Nombre de la subdivisión (ms) | Categoría de la subdivisión |
| ----- | ----------------------------- | --------------------------- |
| MY-14 | Kuala Lumpur                  | territorio federal          |
| MY-15 | Labuan                        | territorio federal          |
| MY-16 | Putrajaya                     | territorio federal          |
| MY-01 | Johor                         | estado                      |
| MY-02 | Kedah                         | estado                      |
| MY-03 | Kelantan                      | estado                      |
| MY-04 | Melaka                        | estado                      |
| MY-05 | Negeri Sembilan               | estado                      |
| MY-06 | Pahang                        | estado                      |
| MY-08 | Perak                         | estado                      |
| MY-09 | Perlis                        | estado                      |
| MY-07 | Pulau Pinang                  | estado                      |
| MY-12 | Sabah                         | estado                      |
| MY-13 | Sarawak                       | estado                      |
| MY-10 | Selangor                      | estado                      |
| MY-11 | Terengganu                    | estado                      |

## Cambios
Los siguientes cambios de entradas han sido anunciados en los boletines de noticias emitidos por el ISO 3166/MA desde la primera publicación del ISO 3166-2 en 1998, cesando esta actividad informativa en 2013.
| Informe     | Fecha de emisión | Descripción del cambio reportado                                                                           | Cambio de código o subdivisión                                                                       |
| ----------- | ---------------- | --- | --- |
| Boletín I-5 | 5/9/2003         | Se añade un territorio federal. Se incluyen nuevos códigos. Actualización de lista fuente y código fuente. | Subdivisiones añadidas: MY-16 Wilayah Persekutuan Putrajaya Códigos: Cambio de formato (véase abajo) |

### Códigos cambiados en el Boletín I-5
Las letras en los códigos anteriores actualmente se usan en las matrículas de vehículos, excepto Sabah y Sarawak donde rigen S y Q respectivamente.
| Antes | Después | Nombre de la subdivisión (ms)    |
| ----- | ------- | -------------------------------- |
| MY-W  | MY-14   | Wilayah Persekutuan Kuala Lumpur |
| MY-L  | MY-15   | Wilayah Persekutuan Labuan       |
| MY-J  | MY-01   | Johor                            |
| MY-K  | MY-02   | Kedah                            |
| MY-D  | MY-03   | Kelantan                         |
| MY-M  | MY-04   | Melaka                           |
| MY-N  | MY-05   | Negeri Sembilan                  |
| MY-C  | MY-06   | Pahang                           |
| MY-A  | MY-08   | Perak                            |
| MY-R  | MY-09   | Perlis                           |
| MY-P  | MY-07   | Pulau Pinang                     |
| MY-SA | MY-12   | Sabah                            |
| MY-SK | MY-13   | Sarawak                          |
| MY-B  | MY-10   | Selangor                         |
| MY-T  | MY-11   | Terengganu                       |